# Faro Molo de Abrigo de Arica
El Faro Molo de Abrigo Arica o Faro Extremo Molo de Abrigo es un faro perteneciente a la red de faros de Chile. Es de color rojo completo y tiene forma cilíndrica. Está deshabitado.